# 日本香道

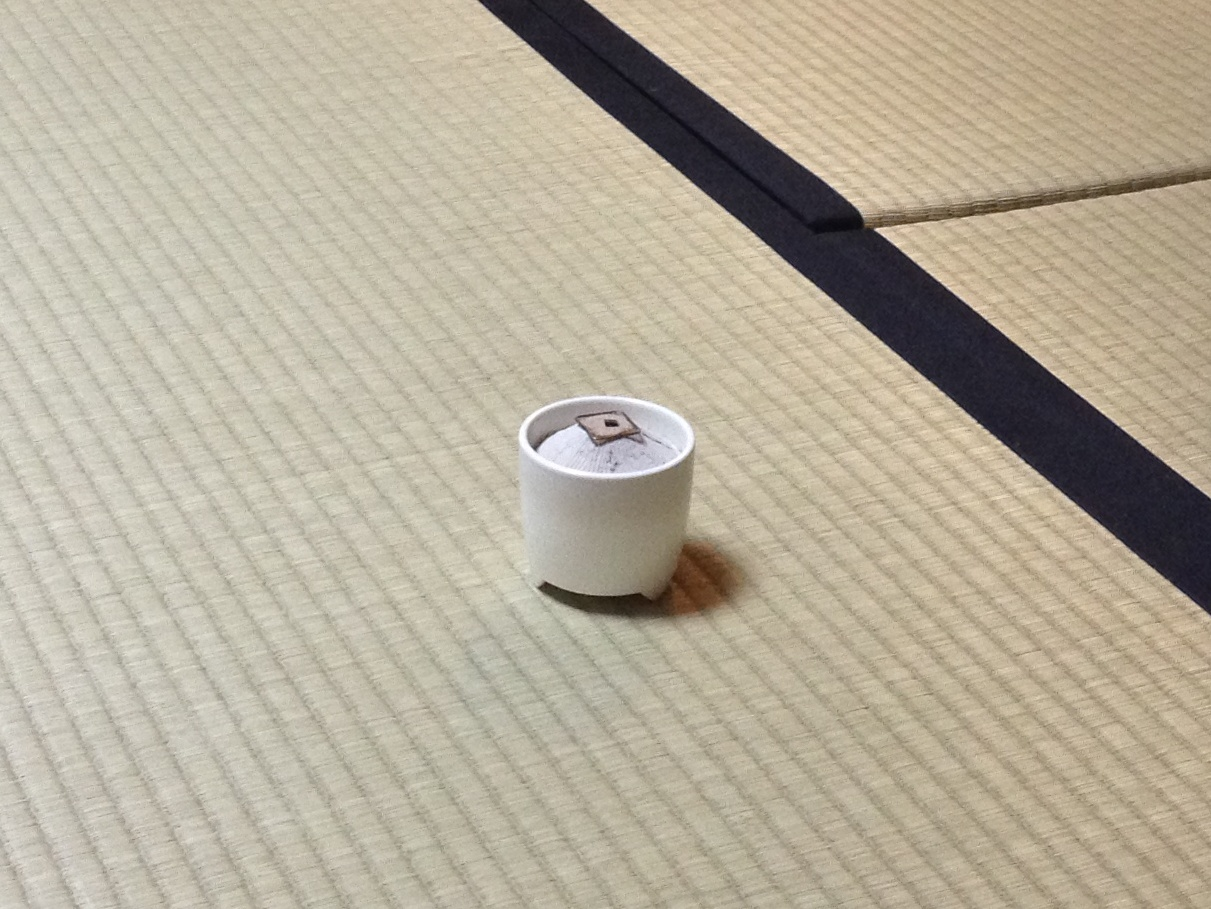
用於香道的香爐

香道（日语：／ Kōdō */?），為日本傳統藝道，依一定的禮法焚香木，鑑賞香氣。也稱作香遊。主要分成鑑賞香木香氣的「聞香」和判別香氣的遊戲「組香」的二種要素。

## 歷史
根據《日本書紀》，推古天皇3年（595年），香木漂着淡路島。日本香文化源自古印度，經由中國，和佛教共同傳入日本。平安時代，脫離宗教儀禮，演變為聞香鑑賞，有薰物合等宮廷遊戲的舉行。
香道作為藝道確立在室町時代的東山文化期，幾乎在茶道、華道集大成的同時期，香道的禮法也確立為接近現在的形態。當時，香木的分類法「六國五味」等也體系化。
香道的古典書有建部隆勝的《香道秘傳書》和蜂谷宗悟的《香道軌範》，皆在天正年間編纂。

## 流派
現在有御家流和志野流的二大主流。
- 御家流

三條西實隆為流祖，由室町時代以來大臣家三條西家繼承，之後亞流也流傳地下（武士・町人）。
- 志野流

志野宗信（室町時代）為流祖，第4代開始由現在的蜂谷家繼承。
- 米川流

流祖是曾作為東福門院的香道指南的米川常伯。志野流的分流，維新廢藩時斷絕。現在，可見於安藤家流。
- 風早流

江戶時代前期的公卿風早實種為流祖，御家流的分流。
- 古心流（柳原家）
- 泉山御流

家元是京都泉涌寺長老。
- 香道翠風流
- 香雅流
- 香道御家流 霽月会
- 香道直心流

家元是松崎雨香。會長是淺草寺第24世貫首清水谷恭順大僧正。

## 道具

### 香爐
- 聞香爐 - 焚香的香爐。
- 火取香爐 - 裝置炭團使用。

### 七道具
焚香的道具。
- 銀葉挾
- 香筯
- 香匙
- 鶯
- 羽箒
- 火筯
- 灰押

### 關連用品
收納點前的必需品、雜用道具。
- 乱箱
- 四方盆
- 志野袋（志野袋）：收納香包。
- 長盆
- 重香合
- 總包

### 其他
- 地敷
- 香盤
- 銀葉
- 名乘紙 - 回答用紙。
- 香包

## 六國五味
香木的香質分成辛・甘・酸・鹹・苦的「五味」。含有樹脂的質和量的差異分成以下的6種類，稱為六國。
| 木所     | 讀音           |  |
| -------- | -------------- |  |
| 伽羅     | きゃら         |  |
| 羅國     | らこく         |  |
| 真那伽   | まなか         |  |
| 真南蛮   | まなばん       |  |
| 佐曾羅   | さそら         |  |
| 寸聞多羅 | すも（ん）たら |  |

## 聞香
依一定的禮法聞香稱作「聞香」。禮法因流派而有不同。

## 組香
組香是依一定的規則判別香氣的遊戲。從文學的要素到一般教養等規則多種多樣規則，比賽回答的成否、優劣。

## 脚注
1. ↑  『日本書紀』巻22。
2. ↑  薰物合在『源氏物語』第32帖「梅枝」有描寫。

## 關連項目
- 香學
- 幽玄
- 香之圖
- 聞香札
- 茶道
- 華道
- 三道
- 芳香療法
- 中國香藝

## 外部連結
- - 香道と日本の雅文化会 （页面存档备份，存于）
  - 財団法人 お香の会 （页面存档备份，存于）
  - 志野流香道松隠会
  - 香道御家流 霽月会 （页面存档备份，存于）
  - 香道直心流 （页面存档备份，存于）